# 小林優美 (藝人)
小林優美（1976年2月17日—），台灣及日本藝人、日本知名女歌手，來自日本茨城縣。現為產品活動代言、部落格人氣作家兼節目藝人。

## 簡歷
1997年，她被當時仍為音樂製片人的小室哲哉發掘，在電視節目《ASAYAN》（台譯《五花八門淺草橋》）初次登台。事後，她發行七張單曲和一張專輯。1999年，台灣的小虫老師（本名陳焕昌）製作《Why》，在台灣銷量第二位。

## 唱片

### 單曲
1. LOOP（1997年）
2. Mirage（1997年）
3. love is love（1997年）
4. （1998年）
5. Blue rain（1998年）
6. （1998年）
7. Why（1999年）[1] - 首先在台灣發行，兩個月後亦在日本發行。

### 專輯
1. In the wonder world（1997年）

## 出演

### 電視節目
- ASAYAN（東京電視台，1997年）－台譯《五花八門淺草橋》（國興衛視）[2]
- （東京電視台，2001年）
- 家有日本妻（民間全民電視公司，2003年）
- 浪淘沙（民視無線台，2004年）
- 優美的台湾（JET日本台，2005年）
- 彩色寧静海（客家電視台，2008年）[3]
- 華麗的挑戰（八大綜合台，2012年）飾演不破尚的母親

### 廣播節目
- ASIA HIT（亞洲廣播網，2004年）

## 外部連結
- 小林優美的Facebook專頁
- 小林優美的Instagram帳戶